# Мёрвиль
Мёрви́ль (фр. Meurville) — коммуна во Франции, находится в регионе Шампань — Арденны. Департамент — Об. Входит в состав кантона Вандёвр-сюр-Барс. Округ коммуны — Бар-сюр-Об.
Код INSEE коммуны — 10242.
Коммуна расположена приблизительно в 185 км к юго-востоку от Парижа, в 90 км южнее Шалон-ан-Шампани, в 45 км к востоку от Труа.

## Население
Население коммуны на 2008 год составляло 179 человек.
| 1962 | 1968 | 1975 | 1982 | 1990 | 1999 | 2008 |
| ---- | ---- | ---- | ---- | ---- | ---- | ---- |
| 195  | 202  | 180  | 187  | 204  | 177  | 179  |

## Администрация
| Период | Период | Фамилия      | Партия | Примечания |
| ------ | ------ | ------------ | ------ | ---------- |
| 2001   | 2008   | Жан-Люк Пьон |        |            |
| 2008   |        | Лиди Карлье  |        |            |

## Экономика
В 2007 году среди 110 человек в трудоспособном возрасте (15—64 лет) 88 были экономически активными, 22 — неактивными (показатель активности — 80,0 %, в 1999 году было 78,3 %). Из 88 активных работали 83 человека (42 мужчины и 41 женщина), безработных было 5 (3 мужчины и 2 женщины). Среди 22 неактивных 4 человека были учениками или студентами, 14 — пенсионерами, 4 были неактивными по другим причинам.